# Бинштет
Бинштет (њем. Bienstädt) општина је у њемачкој савезној држави Тирингија. Једно је од 57 општинских средишта округа Гота. Према процјени из 2010. у општини је живјело 722 становника. Посједује регионалну шифру (AGS) 16067004.

## Географски и демографски подаци
Бинштет се налази у савезној држави Тирингија у округу Гота. Општина се налази на надморској висини од 350 метара. Површина општине износи 8,2 km².

## Становништво
У самом мјесту је, према процјени из 2010. године, живјело 722 становника. Просјечна густина становништва износи 88 становника/km².